# Limestre
Limestre è una frazione del comune di San Marcello Piteglio sulla Montagna pistoiese in provincia di Pistoia. È sito sul torrente omonimo, che scava una breve valle prima di gettarsi nel fiume Lima.

## Storia
Il paese è di recente fondazione: i primi insediamenti, di natura produttiva, costituiti da una fornace ed un mulino, risalgono alla fine del '700. La prima in particolare fu realizzata per produrre la calce da utilizzarsi per la costruenda strada Pistoia - Modena, la Ximenes-Giardini. 
Nel 1807 Bartolomeo Cini di San Marcello Pistoiese e il figlio Giovanni trasformarono il mulino della Stella (fatto costruire da Bartolomeo nel 1790) in una cartiera; e in séguito anche il mulino del Riccio (acquistato da Bartolomeo nel 1791) e il mulino Vecchio (appartenente a Vincenzo Cini). A causa della irregolare portata del torrente Limestre, nel 1822 i Cini inaugurarono la prima cartiera sulla  Lima e nel 1838 la seconda. Nel 1842 le tre cartiere sul Limestre, non più redditizie, furono convertite in fabbrica per la produzione dei panni feltri, con la più grande ruota idraulica europea, costruita appositamente in Gran Bretagna. Alla fine degli anni quaranta la fabbrica chiude e gli edifici rimasero inutilizzati per alcuni anni: i Cini, in associazione con alcuni investitori di Firenze, tra cui la famiglia Fenzi, pensano di insediarvi una fabbrica di armi ma il progetto verrà abbandonato.
Nel 1861 si installa qui il Lanificio Schmitz di proprietà e gestione, tramite la società Schmitz e Turri, delle famiglie omonime. Alla fine degli anni settanta il lanificio chiude ed è sostituito da una fabbrica per la lavorazione del rame, la Felice Ponsard & C i cui proprietari erano Felice Ponsard, Cipriano e Ferdinando Turri: è questa la prima azienda per la lavorazione del rame sulla Montagna pistoiese. Alla metà degli anni ottanta Felice Ponsard lascia la società e la ditta cambia nome in Ferdinando Turri & C: le lavorazioni vengono estese, sono costruiti due forni per la fusione e raffinazione del rame, i Turri installano laminatoi a Mammiano e la ditta cresce notevolmente, divenendo una delle prime in Italia per la lavorazione del rame. È in questo periodo che, sempre ad opera dei Turri, sono costruite alcune ville padronali, viene ampliato e trasformato in albergo, col nome di Villa Margherita, un mulino con l'idea di impiantarvi uno stabilimento termale, successivamente abbandonata. Nel 1899 i Turri vendono gli impianti alla Società Metallurgica Italiana di Livorno che installa qui alcune lavorazioni sino alla definitiva chiusura intorno agli anni ottanta del Novecento.
Insieme alla fabbrica nel 1938 sono venduti anche i poderi circostanti acquistati dalla famiglia Orlando, maggior azionista della SMI.
Nel 1926 a Limestre fu costruita una stazione della Ferrovia Alto Pistoiese, che collegava Pracchia a Mammiano, smantellata nel 1965.
Oggi, negli edifici della SMI, vi è stato allestito il Dynamo Camp, un camp di terapia ricreativa per bambini affetti da patologie gravi o croniche. La realizzazione di questo complesso ha permesso il recupero della gran parte delle strutture storiche. Di recente è stato anche recuperato sul mercato antiquario toscano l'archivio della famiglia Turri (Fondo Turri), che permette di ricostruire le vicende di Limestre per buona parte della seconda metà dell'800.